# Osamu Muramatsu
Pour les articles homonymes, voir Muramatsu.
Osamu Muramatsu (村松 修, Muramatsu Osamu) est un astronome japonais né en 1949. D'après le Centre des planètes mineures, il a codécouvert 73 astéroïdes entre 1986 et 1994, dont 49 avec Yoshio Kushida.
Il a également codécouvert la comète périodique 147P/Kushida-Muramatsu.
L'astéroïde (5606) Muramatsu porte son nom.

## Liste d'astéroïdes découverts
| (3432) Kobuchizawa[1][2] | 7 mars 1986      |
| (4033) Yatsugatake[2] | 16 mars 1986     |
| (4219) Nakamura[2] | 19 février 1988  |
| (4458) Oizumi[3] | 21 janvier 1990  |
| (4634) Shibuya[2] | 16 janvier 1988  |
| (4640) Hara[3] | 1er avril 1989   |
| (5239) Reiki[4] | 14 novembre 1990 |
| (5337) Aoki[5] | 6 juin 1991      |
| (5352) Fujita[3] | 27 décembre 1989 |
| (5377) Komori[5] | 17 mars 1991     |
| (5379) Abehiroshi[5] | 16 avril 1991    |
| (5405) Neverland[3] | 11 avril 1991    |
| (5473) Yamanashi[3] | 5 novembre 1988  |
| (5489) Oberkochen[3] | 17 janvier 1993  |
| (5687) Yamamotoshinobu[3] | 13 janvier 1991  |
| (5829) Ishidagoro[5] | 11 février 1991  |
| (6138) Miguelhernández[5] | 14 mai 1991      |
| (6308) Ebisuzaki[3] | 17 janvier 1990  |
| (6395) Hilliard[3] | 21 octobre 1990  |
| (6405) Komiyama[3] | 30 avril 1992    |
| (6464) Kaburaki[3] | 1er février 1994 |
| (6520) Sugawa[5] | 16 avril 1991    |
| (6612) Hachioji[3] | 10 mars 1994     |
| (6643) Morikubo[3] | 7 novembre 1990  |
| (6667) Sannaimura[3] | 14 mars 1994     |
| (6731) Hiei[3] | 24 janvier 1992  |
| (6830) Johnbackus[5] | 5 mai 1991       |
| (6860) Sims[5] | 11 février 1991  |
| (6865) Dunkerley[3] | 2 octobre 1991   |
| (6868) Seiyauyeda[3] | 22 avril 1992    |
| (6910) Ikeguchi[5] | 17 mars 1991     |
| (6915) 1992 HH[3] | 30 avril 1992    |
| (7068) Minowa[3] | 26 novembre 1994 |
| (7421) Kusaka[3] | 30 avril 1992    |
| (7514) 1986 ED[1][2] | 7 mars 1986      |
| (7575) Kimuraseiji[3] | 22 décembre 1989 |
| (7765) 1991 AD[3] | 8 janvier 1991   |
| (7775) Taiko[3] | 4 décembre 1992  |
| (7821) 1991 AC[3] | 8 janvier 1991   |
| (7830) Akihikotago[3] | 24 février 1993  |
| (8276) Shigei[5] | 17 mars 1991     |
| (8532) 1992 YW3[3] | 29 décembre 1992 |
| (8668) Satomimura[5] | 16 avril 1991    |
| (8691) Etsuko[3] | 21 octobre 1992  |
| (8855) Miwa[5] | 3 mai 1991       |
| (8876) 1992 WU3[3] | 23 novembre 1992 |
| (9041) Takane[5] | 9 février 1991   |
| (9044) Kaoru[5] | 18 mai 1991      |
| (9190) Masako[3] | 4 novembre 1991  |
| (9335) 1991 AA1[3] | 10 janvier 1991  |
| (9844) Otani[3] | 23 novembre 1989 |
| (10144) Bernardbigot[3] | 9 janvier 1994   |
| (10566) Zabadak[3] | 14 janvier 1994  |
| (11513) 1991 CE1[3] | 12 février 1991  |
| (11528) Mie[3] | 3 décembre 1991  |
| (12337) 1992 WV3[3] | 24 novembre 1992 |
| (12342) Kudohmichiko[3] | 30 janvier 1993  |
| (12735) 1991 VV1[3] | 4 novembre 1991  |
| (14902) Miyairi[3] | 17 janvier 1993  |
| (15269) 1990 XF[3] | 8 décembre 1990  |
| (15350) Naganuma[3] | 3 novembre 1994  |
| (15764) 1992 UL8[3] | 31 octobre 1992  |
| (16599) Shorland[3] | 20 janvier 1993  |
| (17558) 1994 AA1[3] | 4 janvier 1994   |
| (17563) Tsuneyoshi[3] | 5 février 1994   |
| (20042) Mortillaro[3] | 15 février 1993  |
| (27748) Vivianhoette[4] | 9 janvier 1991   |
| (27791) Masaru[3] | 24 février 1993  |
| (35062) Sakuranosyou[2] | 12 mars 1988     |
| (48594) 1994 VA2[3] | 3 novembre 1994  |
| (73689) 1991 FK[5] | 17 mars 1991     |
| (73782) Yanagida[6] | 14 octobre 1994  |
| (162011) Konnohmaru[3] | 4 janvier 1994   |
| 1. avec Takeshi Urata 2. avec Masaru Inoue 3. avec Yoshio Kushida 4. avec Shun-ei Izumikawa 5. avec Satoru Ōtomo 6. avec Akira Tsuchikawa |                  |